# Johann Georg Zobel von Giebelstadt
Johann Georg I. Zobel von Giebelstadt (mort le 7 septembre 1580) est prince-évêque de Bamberg de 1577 à sa mort.

## Biographie
Johann Georg Zobel von Giebelstadt vient de la maison de Zobel (de). Un autre membre important de la famille est Melchior Zobel von Giebelstadt, évêque de Wurtzbourg de 1544 à 1558.
À l'instar de son successeur, Johann Georg aura un bref mandat, caractérisée par la maladie.
Il laisse au sud du palais de la Résidence Geyerswörth un vaste parc qui n'existe plus aujourd'hui. Les bâtiments connexes ont un autre usage.
Son tombeau, œuvre de Hans vom Wemding, est déplacé de la cathédrale de Bamberg au moment de sa restauration vers l'abbaye de Michelsberg (de).

### Source, notes et références
- (de) Cet article est partiellement ou en totalité issu de l’article de Wikipédia en allemand intitulé « Johann Georg I. Zobel von Giebelstadt » (voir la liste des auteurs).